# سین فرانکلین
سین فرانکلین (انگلیسی: Sean Franklin؛ زادهٔ ۲۱ مارس ۱۹۸۵) یک بازیکن فوتبال اهل ایالات متحده آمریکا است.
وی همچنین در تیم ملی فوتبال ایالات متحده آمریکا بازی کرده است.